# Liste d'écrivains angolais
Cette liste alphabétique vise à recenser la majeure partie des écrivains angolais :

## Liste

### A
- Henrique Abranches (en) (1932-2004), poète,
- José Eduardo Agualusa (1960-), journaliste, portugais-angolais, écrivain de fiction[1],
- Fernando Costa Andrade, poète[2],
- Mário Pinto de Andrade (1928–1990), poète et homme politique[2],
- Mario António, poète[2],

### B
- Arlindo Barbeitos (1940-), poète,
- Geraldo Bessa Victor, poète[2],
- Dulce Braga (en) (1958-),

### C
- António Cardoso, écrivain de nouvelles[2],
- Mendes de Carvalho, nom de plume Uanhenga Xitu[1],[3].
- Lisa Castel (en) (1955-), écrivain et journaliste,
- Alberto Graves Chakussanga (en) (1978-2010), journaliste radio (assassiné),
- Maria João Chipalavela[4],
- Tomaz Vieira da Cruz (en) (1900–1960), poète[2],
- Viriato da Cruz (en) (1928-1973), poète[2].

### D
- Alexandre Dáskalos (1924-), poète[5].
- Maria Alexandre Dáskalos (1957-)[6],[2].
- Raul David (1918-)[7].

### F
- Lopito Feijóo (en) (1963-), poète[8].
- Isabel Ferreira (en) (1958-)
- Ernesto Lara Filho (1932–1977), poète[9].
- Domingos Florentino (1953-)[10].

### G
- Henrique Guerra (1937-), écrivain de nouvelles[2].

### H
- Duque Kate Hama (1963-)[11].

### J
- António Jacinto (1924–1991), poète et activiste politique[1],[2].
- Sousa Jamba (en) (1966-), journaliste et romancier anglophone[12].

### K
- Kandjila (1973-)[13]
- Luis Kandjimbo (1960-), critique et essayiste[14]
- Dia Kassembe (1946-), écrivaine et romancière francophone[15]

### L
- Alda Lara (1930–1962), poète
- Manuel de Santos Lima (1935-)[16],[2]
- Amélia da Lomba (1961-), écrivaine, journaliste
- Reis Luís, ou "Mbwanga", romancier en langue portugaise[17]

### M
- João Maimona, poète et essayiste.
- Rafael Marques (en), journaliste.
- André Massaki, homme politique et écrivain[2].
- Joaqim Dias Cordeiro da Matta (1857–1894), folkloriste[2].
- Cikakata Mbalundu (Aníbal Simões, 1955-)[18].

### N
- Agostinho Neto (1922–1979), poète[1],[2] ,[19].
- Frederico Ningi (1959-), poète, journaliste[20].

### O
- Ondjaki Ndalu de Almeida (1977-), poète, romancier.
- Ernesto Cochat Osório (1917–2002), docteur et poète[2].

### P
- Pepetela (1941-), nom de plume d'Artur Carlos Maurício Pestana dos Santos, écrivain de fiction[1].
- José de Fontes Pereira (en) (1838–1891), journaliste.

### R
- Wanda Ramos (en) (1948–1998)
- Inácio Rebelo de Andrade[21].
- Oscar Bento Ribas (en) (1909–2004), romancier[2],
- Manuel Rui Alves Monteiro (1941-), poète[1],[22],

### S
- Alcides Sakala Simões[23],
- Ana de Santana (1960-),
- Aires de Almeida Santos[24],
- Arnaldo Santos (pt) (1936-), poète[2],
- Marta Santos (1988-)
- Maria Perpétua Candeias da Silva, professeur et écrivain de nouvelles[2],

### T
- Ana Paula Ribeiro Tavares (1952-), poétesse,

### U
- Timóteo Ulika (Cornélio Caley)[25],

### V
- José Luandino Vieira (1935-), romancier et écrivain de nouvelles[1],[2],

### X
- Uanhenga Xitu (en) (1924-2014), écrivain nationaliste,

### Y
- Mota Yekenha (1962-)[26]...

## Liste chronologique

### Avant 1900
- José de Fontes Pereira (en) (1838–1891), journaliste,
- Joaqim Dias Cordeiro da Matta (1857–1894), folkloriste[2],

### 1900
- Tomaz Vieira da Cruz (en) (1900–1960), poète[2],
- Oscar Bento Ribas (en) (1909–2004), romancier[2],
- Ernesto Cochat Osório (1917–2002), docteur et poète[2],
- Raul David (1918-)[7],

### 1920
- Agostinho Neto (1922–1979), poète[1],[2] ,[19],
- Alexandre Dáskalos (1924-), poète[5],
- António Jacinto (1924–1991), poète et activiste politique[1],[2],
- Uanhenga Xitu (en) (1924-2014), écrivain nationaliste,
- Mário Pinto de Andrade (1928–1990), poète et homme politique[2],
- Viriato da Cruz (en) (1928-1973), poète[2],

### 1930
- Alda Lara (1930–1962), poète,
- Henrique Abranches (en) (1932-2004), poète,
- Ernesto Lara Filho (1932–1977), poète[9],
- Manuel de Santos Lima (1935-)[16],[2],
- José Luandino Vieira (1935-), romancier et écrivain de nouvelles[1],[2],
- Arnaldo Santos (pt) (1936-), poète[2],
- Henrique Guerra (1937-), écrivain de nouvelles[2],

### 1940
- Arlindo Barbeitos (1940-), poète,
- Pepetela (1941-), nom de plume d'Artur Carlos Maurício Pestana dos Santos, écrivain de fiction[1],
- Manuel Rui Alves Monteiro (1941-), poète[1],[22],
- Dia Kassembe (1946-), écrivain et romancier francophone[15],
- Wanda Ramos (en) (1948–1998),

### 1950
- Ana Paula Ribeiro Tavares (1952-), poétesse,
- Domingos Florentino (1953-)[10],
- Lisa Castel (en) (1955-), écrivain et journaliste,
- Cikakata Mbalundu (Aníbal Simões, 1955-)[18],
- Maria Alexandre Dáskalos (1957-)[6],[2],
- Dulce Braga (en) (1958-),
- Isabel Ferreira (en) (1958-),
- Frederico Ningi (1959-), poète, journaliste[20],

### 1960
- José Eduardo Agualusa (1960-), journaliste, portugais-angolais, écrivain de fiction[1],
- Luis Kandjimbo (1960-), critique et essayiste[14],
- Ana de Santana (1960-),
- Amélia da Lomba (1961-), écrivaine et journaliste,
- Mota Yekenha (1962-)[26],
- Lopito Feijóo (en) (1963-), poète[8],
- Duque Kate Hama (1963-)[11],
- Sousa Jamba (en) (1966-), journaliste et romancier anglophone[12],

### 1970
- Kandjila (1973-)[13],
- Ondjaki Ndalu de Almeida (1977-), poète, romancier,
- Alberto Graves Chakussanga (en) (1978-2010), journaliste radio (assassiné),
- Marta Santos (1988-),

### sans dates
- Geraldo Bessa Victor, poète[2],
- António Cardoso, écrivain de nouvelles[2],
- Mendes de Carvalho, nom de plume Uanhenga Xitu[1],[3],
- Maria João Chipalavela[4],
- Fernando Costa Andrade, poète[2],
- Mario António, poète[2],
- Reis Luís, ou "Mbwanga", romancier en langue portugaise[17],
- João Maimona, poète et essayiste,
- Rafael Marques (en), journaliste.
- André Massaki, homme politique et écrivain[2],
- Inácio Rebelo de Andrade[21],
- Alcides Sakala Simões[23],
- Aires de Almeida Santos[24],
- Maria Perpétua Candeias da Silva, professeur et écrivain de nouvelles[2],
- Timóteo Ulika (Cornélio Caley)[25]...
- Jo Ann von Aff[27]